# FydeOS
FydeOS是由开源项目Chromium OS二次开发的作業系統，是使用Linux内核，包括浏览器平台与容器技术的操作系统。使用介面類似Chrome OS，可以兼容x86与ARM等架构硬件平台。安装有FydeOS的平台支持最新的网页应用标准、兼容安卓程序和Linux环境，提供类似Chromebook的使用体验。

## 历史

### Flint OS
FydeOS的原名为Flint OS，于2015年创立，2016年10月28日发布了0.1版本，适用于树莓派硬件，很快引起了部分树莓派爱好者的关注。

### FydeOS
2018年3月6日，FlintOS 被 Neverware 收购，英国 FlintOS 公司及海外业务为 Neverware 所有；含有本土化功能的 Flint OS 中国大陆版将更名为 FydeOS。

## 系统特点
FydeOS提供用户独立的账号体系从而保障同一账户在不同设备上的登录体验。FydeOS同时提供用户空中编程升级服务，并采取在后台静默运行方式进行。
在FydeOS的安全模式中，用户只能使用内置应用商店内经过验证签名的程序，以此保证系统使用的安全性和可控性。同时内置应用商店可针对使用场景分发专属的应用程序，并可以定制安装策略管控用户安装程序。
尽管属于Chromium OS的分支，FydeOS并不内置Google Play及其套件，原因是Google服务大多数在中国不可用，不过用户可以自行安装。

## 发行版本
截止2025年9月，FydeOS官方提供了三种以上的发行版，用户可根据不同的应用场景选择合适的版本下载体验。
- FydeOS for PC是FydeOS的通用发行版，意在适配绝大多数在2010年后出厂的带有Intel CPU及其核芯显卡的的PC设备。首次启动需要使用USB存储介质引导。
- FydeOS for You是FydeOS为指定设备所专门定制的发行版本，支持一些基于设备的衍生功能。一般来说，如果用户手中的电脑在FydeOS for You支持设备列表之中，官方推荐使用相应的FydeOS for You版本。
- FydeOS for VMware是FydeOS针对VMware虚拟机客户端专门适配的发行版。只需要下载好 FydeOS for VMware 客户端的镜像文件，按照指南导入即可在安装有VMware客户端的所有主流操作系统上体验FydeOS的绝大部分功能。

## 硬件设备
2022年9月30日，FydeOS 推出了其首款硬件设备 Fydetab Duo，其搭载了瑞芯微ARM架构处理器 RK3588S 与8GB的DDR4X内存；在众筹平台 IndieGoGo 上首发销售。

## 评价
XDA Developers的Arol Wright认为FydeOS的“中国优先”策略和支持Android应用程序使得它与其他Chromium OS分支有所不同，有可能获得更多用户。